# Artur Bugaj
Artur Bugaj (ur. 22 października 1970 w Szczecinku) – polski piłkarz występujący na pozycji napastnika.

## Kariera
Artur Bugaj jest wychowankiem Darzboru Szczecinek. W 1988 został kupiony przez I-ligową Wisłę Kraków. W Wiśle ligowego debiutu nie zaliczył i został wypożyczony na jeden sezon do Cracovii (1989–1990), gdzie grał w II lidze. Później wrócił do Wisły i w dalszym ciągu nie mógł przebić się do pierwszego składu, co spowodowało powrót na Pomorze Zachodnie.
Sezon 1991–1992 spędził w dwóch klubach: Darzborze Szczecinek i Gwardii Koszalin. Później trafił do I ligowej Pogoni Szczecin w której spędził dwa sezony (1992–1994). Ligowy debiut zaliczył 29 sierpnia 1992 w meczu z GKS Katowice (1:1), zaś pierwszą bramkę w ekstraklasie strzelił poznańskiemu Lechowi 10 kwietnia 1993 (2:0). W tym okresie zagrał dla Pogoni 34 razy w lidze i strzelił 2 bramki.
Od jesieni 1994 był zawodnikiem II-ligowej wówczas Amiki Wronki, która po raz pierwszy awansowała do ekstraklasy. W Amice Bugaj spędził w I lidze 1,5 sezonu (1995–1996), zagrał 40 razy i zdobył 10 bramek. Wiosną 1997 był już graczem grającej w II lidze Dyskobolii, zaś jesienią Aluminium Konin.
W drugoligowym Aluminium grał do 1999 z krótką przerwą na występy w I-ligowym ŁKS-ie Łódź (4 mecze, 1 bramka). W sezonie 1999/2000 został ponownie zawodnikiem Pogoni Szczecin. Kolejne dwa sezony spędził w drugiej lidze, reprezentując barwy GKS Bełchatów (2000/2001) i Lecha Poznań (2001/2002). Z Lechem awansował do I ligi i spędził tam jedną rundę (10 meczów i 1 bramka).
W 2002 kupiła go Ceramika Opoczno, grająca na zapleczu ekstraklasy, Bugaj zdecydował się jednak na grę w Pogoni Szczecin, będąc kluczowym zawodnikiem i najlepszym strzelcem klubu w II lidze w sezonie 2003/2004. Po awansie do I ligi przegrywał rywalizację z Olgierdem Moskalewiczem i Claudio Milarem, w lidze rozegrał tylko 18 meczów (2 bramki). W sezonie 2005/2006 był rezerwowym drużyny Bogusława Pietrzaka.
Do 11 sierpnia 2005 rozegrał w ekstraklasie 139 spotkań i zdobył 17 bramek. W styczniu 2006 został wypożyczony na jedną rundę do II ligowego Śląska Wrocław. Po powrocie do Szczecina znalazł się w kadrze na sezon 2006/2007, jednak z powodu powracających kontuzji rozegrał tylko jedno spotkanie ligowe. Nieformalnie pełnił również funkcję asystenta trenera Mariusza Kurasa. Po rundzie jesiennej sezonu 2006/2007 zakończył karierę. Obecnie jest działaczem sportowym w futsalowym klubie Pogoń 04 Szczecin.
22 września 2009 roku został zatrzymany przez CBA w związku z korupcją w polskiej piłce.